# Jaiden Abbot
Jaiden Abbott (n. el 16 de abril de 1984) es un futbolista profesional de Anguila. Además, ha jugado para la selección de su país.

## Clubes
| Club             | País    | Año           | Partidos |
| ---------------- | ------- | ------------- | -------- |
| Roaring Lions FC | Anguila | 2004-presente | 108      |

## Estadísticas con la selección
| Selección de fútbol de Anguila | Selección de fútbol de Anguila | Selección de fútbol de Anguila |
| Año                            | Partidos                       | Goles                          |
| ------------------------------ | ------------------------------ | ------------------------------ |
| 2004                           | 2                              | 0                              |
| 2005                           | 0                              | 0                              |
| 2006                           | 0                              | 0                              |
| 2007                           | 0                              | 0                              |
| 2008                           | 2                              | 0                              |
| 2009                           | 0                              | 0                              |
| 2010                           | 3                              | 0                              |
| Total                          | 7                              | 0                              |